# Montreuil-au-Houlme
Pour les articles homonymes, voir Montreuil.
Montreuil-au-Houlme est une commune française, située dans le département de l'Orne en région Normandie, peuplée de 127 habitants (les Montreuillois).

## Géographie
| Saint-Hilaire-de-Briouze | Les Yveteaux        | La Lande-de-Lougé |
| Faverolles               | Montreuil-au-Houlme | Lougé-sur-Maire   |
| Faverolles               | Faverolles, Rânes   | Rânes             |

### Hydrographie
La commune est située dans le bassin Seine-Normandie. Elle est drainée par la Maire, le fossé 01 du Chatel, le fossé 01 du Hazé, le ruisseau de la Noeve, le ruisseau du Gué d'Arnettes et divers autres petits cours d'eau.
La Maire, d'une longueur de 16 km, prend sa source dans la commune de Rânes et se jette  dans l'Orne en limite de Écouché-les-Vallées et de Sevrai, après avoir traversé sept communes. 

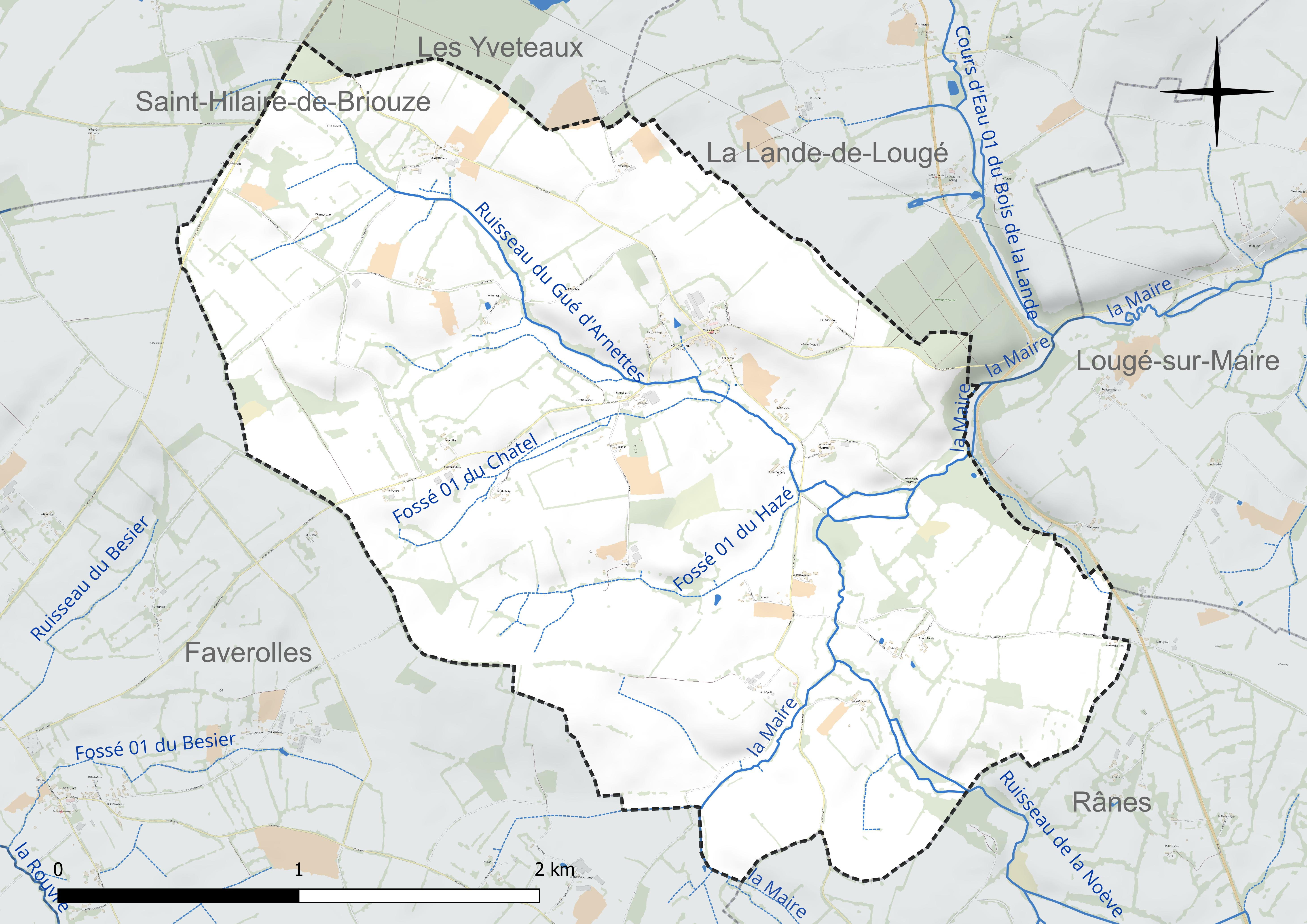
Réseau hydrographique de Montreuil-au-Houlme.

### Climat
Pour des articles plus généraux, voir Climat de la Normandie et Climat de l'Orne.
En 2010, le climat de la commune est de type climat océanique altéré, selon une étude du CNRS s'appuyant sur une série de données couvrant la période 1971-2000. En 2020, Météo-France publie une typologie des climats de la France métropolitaine dans laquelle la commune est exposée à un climat océanique et est dans la région climatique Normandie (Cotentin, Orne), caractérisée par une pluviométrie relativement élevée (850 mm/a) et un été frais (15,5 °C) et venté. Parallèlement le GIEC normand, un groupe régional d’experts sur le climat, différencie quant à lui, dans une étude de 2020, trois grands types de climats pour la région Normandie, nuancés à une échelle plus fine par les facteurs géographiques locaux. La commune est, selon ce zonage, exposée à un « climat contrasté des collines », correspondant au Bocage normand, bien arrosé, voire très arrosé sur les reliefs les plus exposés au flux d’ouest, et frais en raison de l’altitude.
Pour la période 1971-2000, la température annuelle moyenne est de 10,1 °C, avec une amplitude thermique annuelle de 13,7 °C. Le cumul annuel moyen de précipitations est de 846 mm, avec 12,7 jours de précipitations en janvier et 8,1 jours en juillet. Pour la période 1991-2020, la température moyenne annuelle observée sur la station météorologique la plus proche, située sur la commune de Briouze à 8 km à vol d'oiseau, est de 10,9 °C et le cumul annuel moyen de précipitations est de 920,5 mm,. Pour l'avenir, les paramètres climatiques de la commune estimés pour 2050 selon différents scénarios d’émission de gaz à effet de serre sont consultables sur un site dédié publié par Météo-France en novembre 2022.

## Urbanisme

### Typologie
Au 1er janvier 2024, Montreuil-au-Houlme est catégorisée commune rurale à habitat très dispersé, selon la nouvelle grille communale de densité à sept niveaux définie par l'Insee en 2022.
Elle est située hors unité urbaine et hors attraction des villes,.

### Occupation des sols
L'occupation des sols de la commune, telle qu'elle ressort de la base de données européenne d’occupation biophysique des sols Corine Land Cover (CLC), est marquée par l'importance des territoires agricoles (98,8 % en 2018), une proportion identique à celle de 1990 (98,8 %). La répartition détaillée en 2018 est la suivante : 
prairies (82,6 %), terres arables (16,1 %), forêts (1,2 %). L'évolution de l’occupation des sols de la commune et de ses infrastructures peut être observée sur les différentes représentations cartographiques du territoire : la carte de Cassini (XVIIIe siècle), la carte d'état-major (1820-1866) et les cartes ou photos aériennes de l'IGN pour la période actuelle (1950 à aujourd'hui).

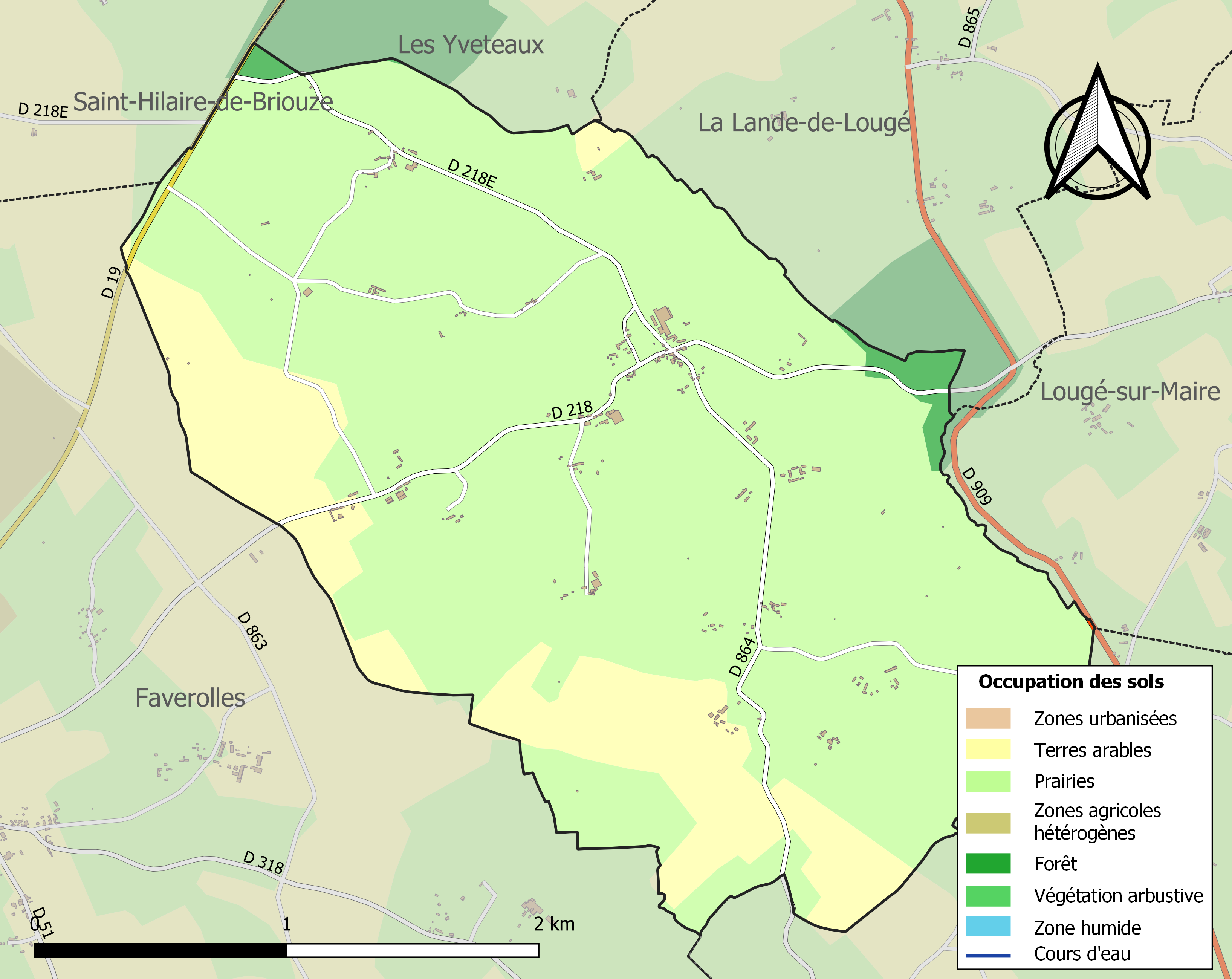
Carte des infrastructures et de l'occupation des sols de la commune en 2018 (CLC).

## Toponymie
Le nom de la localité est attesté sous les formes Montreuil au Houlme en 1793, Montreuil en 1801.
Le toponyme Montreuil est issu du latin monasteriolum, « petit monastère ».

Houlme est le pays traditionnel.

## Histoire
En 1066, Richard Basset (1035-1080), fils de Foulques d'Aulney, seigneur d'Ouilly (« le Basset »), possède le petit fief de Montreuil-au-Houlme avec son château (de bois ). Il figure parmi les barons normands qui combattent aux côtés de Guillaume le Conquérant à la bataille d'Hastings. En récompense, il reçoit plusieurs fiefs en Angleterre où il fonde une lignée de nobles anglo-normands : son petit-fils Ralph sera le « grand justicier » d'Angleterre auprès d'Henri Ier. Dans la guerre de succession d'Henri Ier, en 1135, le gendre de ce dernier, Geoffroy V, comte d'Anjou (fondateur des « Plantagenêt »), entreprend — contre le nouveau roi d'Angleterre — la conquête du duché de Normandie ; cette action durera plusieurs années. Lors d'une de ses expéditions, en 1138, Geoffroy, venant du Maine, s'empare des « châteaux » de Carrouges, Écouché, Bazoches-au-Houlme… Mais il échoue devant le château de Montreuil-au-Houlme, précédemment renforcé par Ralph Basset au moyen d'une solide tour carrée en pierres de taille. Aussitôt après, l'ancien assiégé, Guillaume de Montpinçon, complétera encore les défenses du premier château de pierre.
À la fin du XVIe siècle, la seigneurie de Montreuil est achetée par Jacques d'Argouges nouveau baron de Rasnes, (descendant d'une noble famille normande ayant participé en 1066 à la conquête de l'Angleterre, il était précédemment seigneur de Gratot dans le département de la Manche). En 1672, Montreuil est une des quatre paroisses, avec Faverolles, Annebecq et Rasnes, constituant le nouveau « marquisat de Rannes », (aujourd'hui Rânes), créé par Louis XIV au profit de Nicolas d'Argouges, colonel général des Dragons.
Dans la dernière décennie de l'Ancien Régime, le curé de Montreuil est Messire Pierre Guesnerot et le vicaire Me Fontellaye. En 1789, en prévision des États généraux convoqués au château de Versailles par le roi Louis XVI, Me Paussier de la Boderie (de la paroisse de Montreuil-au-Houlme dans le bailliage de Falaise) est élu député du Tiers état à l'assemblée des trois ordres du 16 mars 1789. En 1791, en application de la constitution civile du clergé Me Jacques-François Guesnerot (précédemment « chapelain »   dans l'église de Rasnes) est élu curé constitutionnel de Montreuil. L'ancien curé de Montreuil, Me François Faucillon, originaire de Briouze, est déporté à l'île de Ré en 1799.

## Politique et administration
| Période                                  | Période   | Identité               | Étiquette | Qualité                                |
| ---------------------------------------- | --------- | ---------------------- | --------- | -------------------------------------- |
| 1989                                     | mars 2014 | Guy Chevaucherie       | SE        | Maçon                                  |
| mars 2014                                | En cours  | Marie-Françoise Frouel | SE-DVD    | Formatrice, conseillère départementale |
| Les données manquantes sont à compléter. |           |                        |           |                                        |

Le conseil municipal est composé de onze membres dont le maire et deux adjoints.

## Démographie
L'évolution du nombre d'habitants est connue à travers les recensements de la population effectués dans la commune depuis 1793. Pour les communes de moins de 10 000 habitants, une enquête de recensement portant sur toute la population est réalisée tous les cinq ans, les populations de référence des années intermédiaires étant quant à elles estimées par interpolation ou extrapolation. Pour la commune, le premier recensement exhaustif entrant dans le cadre du nouveau dispositif a été réalisé en 2008.
En 2022, la commune comptait 127 habitants, en évolution de −7,3 % par rapport à 2016 (Orne : −3,21 %, France hors Mayotte : +2,11 %).
En 1831, la commune comptait 560 habitants[réf. nécessaire].
| 1793 | 1800 | 1806 | 1821 | 1836 | 1841 | 1846 | 1851 | 1856 |
| ---- | ---- | ---- | ---- | ---- | ---- | ---- | ---- | ---- |
| 469  | 452  | 524  | 535  | 523  | 512  | 481  | 472  | 439  |

| 1861 | 1866 | 1872 | 1876 | 1881 | 1886 | 1891 | 1896 | 1901 |
| ---- | ---- | ---- | ---- | ---- | ---- | ---- | ---- | ---- |
| 409  | 384  | 390  | 372  | 350  | 308  | 272  | 251  | 261  |

| 1906 | 1911 | 1921 | 1926 | 1931 | 1936 | 1946 | 1954 | 1962 |
| ---- | ---- | ---- | ---- | ---- | ---- | ---- | ---- | ---- |
| 249  | 241  | 189  | 227  | 222  | 184  | 207  | 205  | 180  |

| 1968 | 1975 | 1982 | 1990 | 1999 | 2006 | 2008 | 2013 | 2018 |
| ---- | ---- | ---- | ---- | ---- | ---- | ---- | ---- | ---- |
| 147  | 109  | 103  | 104  | 110  | 119  | 121  | 135  | 132  |

| 2022 | - | - | - | - | - | - | - | - |
| ---- | - | - | - | - | - | - | - | - |
| 127  | - | - | - | - | - | - | - | - |

## Lieux et monuments
- Église Saint-Maurice : les éléments Louis XIII du maître-autel proviendraient de l'église de Rânes. En effet, dans le cours de la première moitié du XVIIe siècle, le baron Henry d'Argouges fit ériger — dans l'église de Rasnes, lieu des sépultures seigneuriales — le retable encore visible (portant les armes du seigneur de Rasnes et de sa femme née de Cauvigny). L'ancien autel fut alors donné à l'église de Montreuil dont le curé était François Héron (originaire de la Rousselière, en Beauvain) ; ce dernier était le frère de Jacques Héron curé de Rasnes et doyen d'Asnebec qui, en 1672, supervisa la reconstruction de la nef de l'église de Rasnes.
- Chapelle Saint-Hermeland. (lieu-dit la Chapelle).

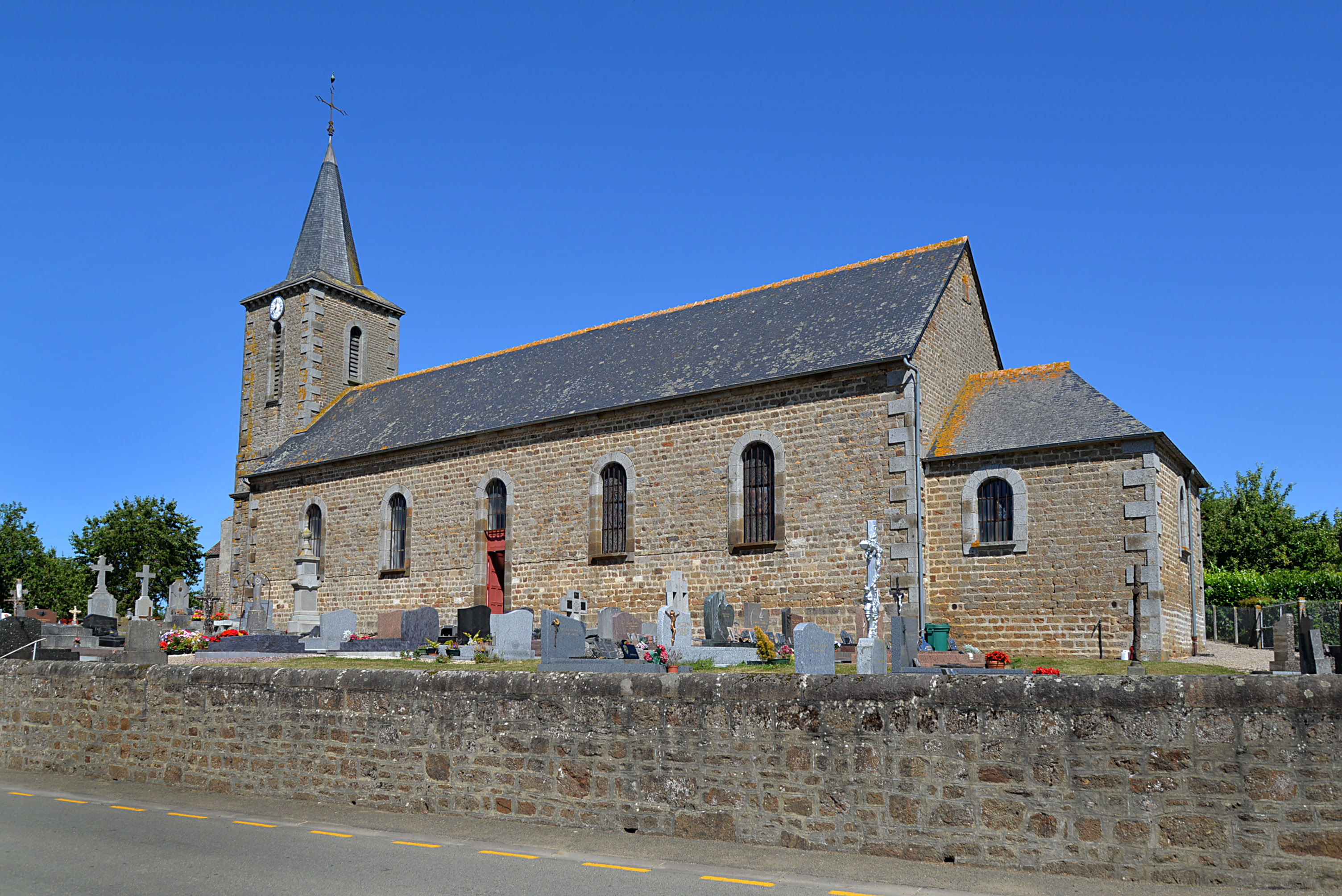
L’église Saint-Maurice.
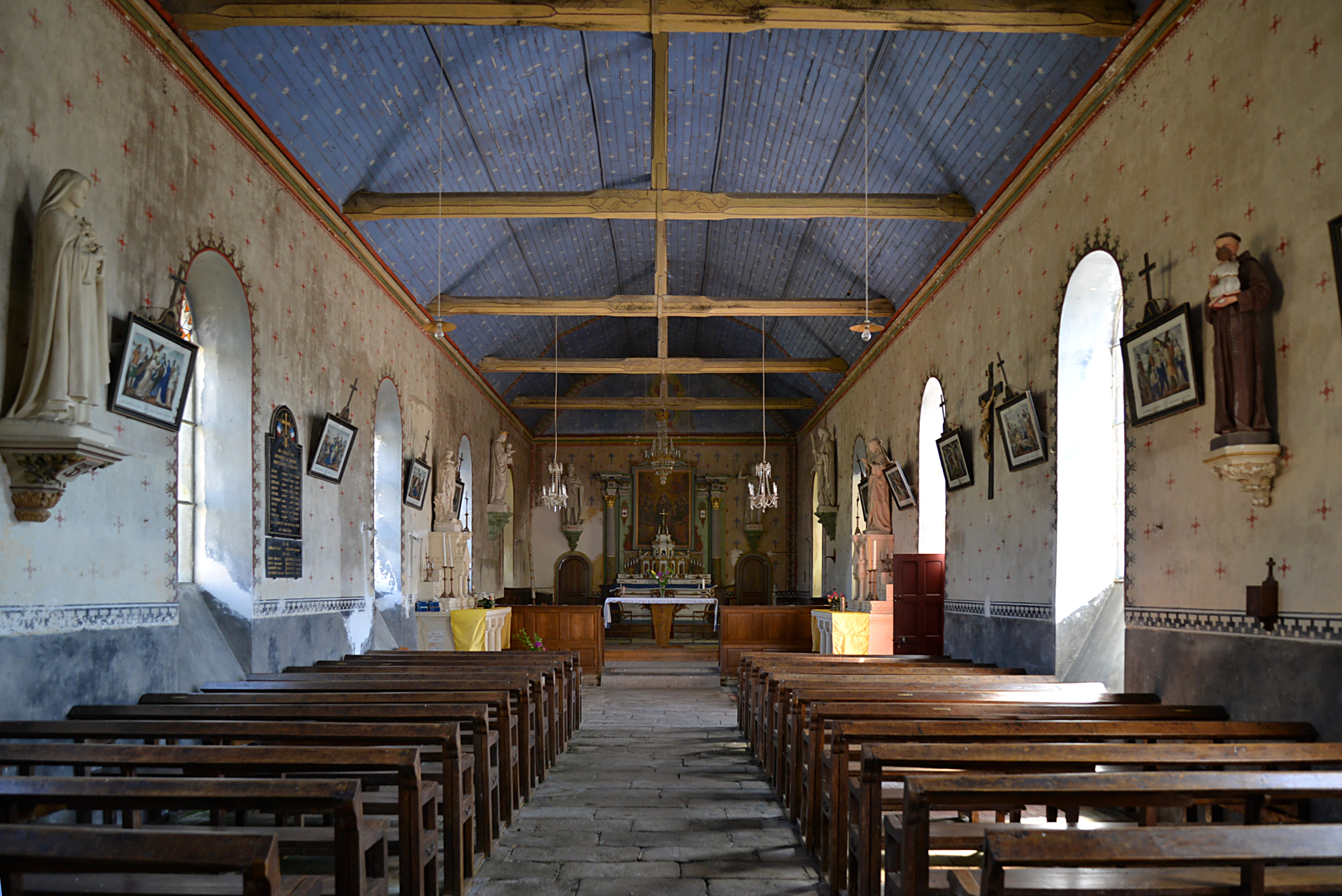
La nef et le retable de l’église Saint-Maurice.
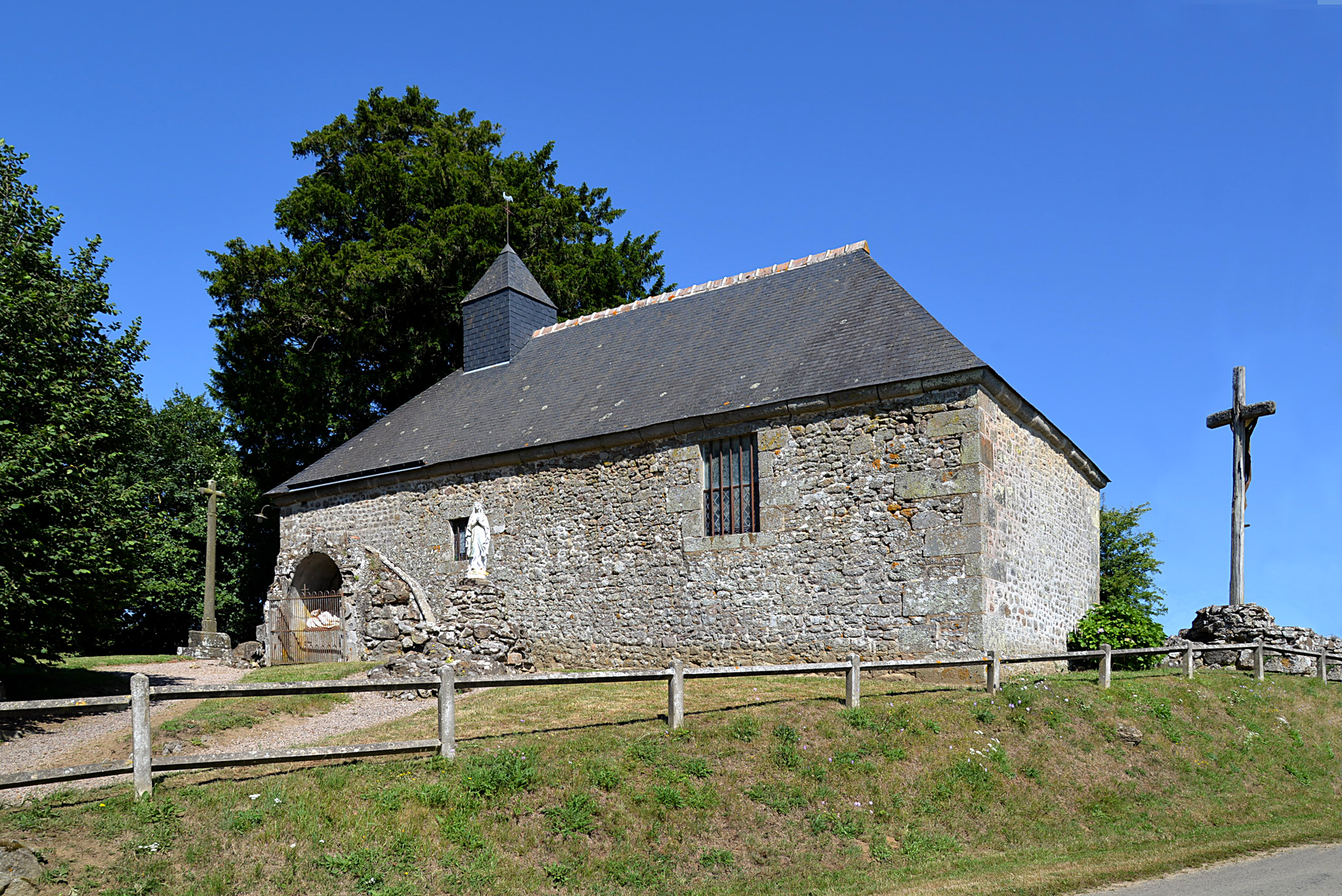
La chapelle Saint-Hermeland.

- Abbaye de Montreuil (pour mémoire)